# Sant Joan Baptista (la Vall d'Alba)
L'Església Parroquial de Sant Joan Baptista de la Vall d'Alba, a la comarca de la Plana Alta, és un temple catòlic catalogat com Bé de Rellevància Local segons la Disposició Addicional Cinquena de la Llei 5/2007, de 9 de febrer, de la Generalitat, de modificació de la Llei 4/1998, d'11 de juny, del Patrimoni Cultural Valencià (DOCV Núm. 5.449 / 13/02/2007), i, amb codi 12.05.124-001.
Pertany a la Diòcesi de Sogorb-Castelló.
L'actual temple, dedicat a Sant Joan Baptista i a la Puríssima Concepció, no és la primera església que va haver-hi a la Vall d'Alba. Un edifici molt més antic i amb Sant Antoni com a advocació del temple, s'elevava a la plaça de Sant Antoni. Es creu que la primitiva església era d'època de reconquesta, i va quedar destruïda en 1937. L'església de Sant Joan Baptista i la Puríssima Concepció, data d'inicis del segle xx, 1902.
Pel centenari de la seva edificació es van dur a terme diverses obres de millora, com la incorporació de nous retaules de fusta, un d'ells un retaule major de tres blocs (principal –amb vuit talles, tres imatges de les quals  ja existien a la parròquia-, i dos laterals). S'han realitzat sis retaules de fusta de cedre, amb imatges del viacrucis, tallades a mà.
A més, al seu interior es pot contemplar una imatge de la Verge del Lledó, beneïda en la Basílica del Lledó, i entronitzada en la parròquia de Sant Joan Baptista i la Puríssima Concepció de la Vall d'Alba. La imatge és obsequi d'un veí a la Confraria del Crist de l'Esperança, la qual ha disposat que la imatge estigui, per a la seva veneració, en el seu altar, al costat de la imatge del Crist titular d'aquesta associació religiosa.
A més s'han realitzat intervencions en part del seu tresor parroquial, destacant, d'entre unes altres, la restauració de la Sagrada Custòdia processional de l'església parroquial del municipi, pagada per l'ajuntament, dins del seu programa de recuperació del patrimoni artístic del municipi.